# Circus approximans
Circus approximans е вид птица от семейство Ястребови (Accipitridae).

## Разпространение
Видът е разпространен в Австралия, Вануату, Индонезия, Нова Каледония, Нова Зеландия, Папуа Нова Гвинея, Тонга, Уолис и Футуна, Фиджи и Френска Полинезия.